# رقاش (الطفة)

تعديل مصدري - تعديل

رقاش هي إحدى قرى عزلة ال هياش بمديرية الطفة التابعة لمحافظة البيضاء، بلغ تعداد سكانها 143 نسمة حسب تعداد اليمن لعام 2004.